# Lijst van voorzitters van de Kamer van Afgevaardigden (Italië)
De voorzitter van de Kamer van Afgevaardigden (Italiaans: Presidente della Camera dei Deputati) zit de vergaderingen van de Kamer van Afgevaardigden, de tweede kamer van de Italiaanse Republiek, voor.

## Lijst van voorzitters van de Kamer van Afgevaardigden van hetKoninkrijk Piëmont(1848-1861)
| Naam (Geboorte-Overlijden) | Naam (Geboorte-Overlijden)                 | Partij            | Mandaat          | Mandaat          | Legislatuur  |
| -------------------------- | ------------------------------------------ | ----------------- | ---------------- | ---------------- | ------------ |
|                            | Vincenzo Gioberti (1801-1852)              | Neowelfist        | 8 mei 1848       | 30 december 1848 | I (1848)     |
|                            | Lorenzo Pareto (1800-1865)                 | Mazzinianist      | 1 februari 1849  | 30 maart 1849    | II (1849)    |
| 30 juli 1849               | Lorenzo Pareto (1800-1865)                 | Mazzinianist      | 20 november 1849 | III (1849)       |              |
|                            | Pier Dionigi Pinelli (1804-1852)           | Onafhankelijk     | 20 december 1849 | 25 april 1852    | IV (1849)    |
|                            | Urbano Rattazzi (1808-1873)                | Historisch links  | 11 mei 1852      | 27 oktober 1853  | IV (1849)    |
|                            | Carlo Bon Compagni di Mombello (1804-1880) | Onafhankelijk     | 16 november 1853 | 21 november 1853 | IV (1849)    |
| 19 december 1853           | Carlo Bon Compagni di Mombello (1804-1880) | Onafhankelijk     | 16 juni 1856     | V (1853)         |              |
|                            | Carlo Cadorna (1809-1891)                  | Onafhankelijk     | 7 januari 1857   | V (1853)         | 16 juli 1857 |
|                            | Carlo Bon Compagni di Mombello (1804-1880) | Onafhankelijk     | 14 december 1857 | 14 juli 1858     | VI (1860)    |
|                            | Urbano Rattazzi (1808-1873)                | Historisch links  | 10 januari 1859  | 21 januari 1860  | VI (1860)    |
|                            | Giovanni Lanza (1810-1882)                 | Historisch rechts | 2 april 1860     | 17 december 1860 | VII (1860)   |

## Lijst van voorzitters van de Kamer van Afgevaardigden van hetKoninkrijk Italië(1861-1939)
| Naam (Geboorte-Overlijden) | Naam (Geboorte-Overlijden)             | Partij            | Mandaat           | Mandaat           | Legislatuur      |
| -------------------------- | -------------------------------------- | ----------------- | ----------------- | ----------------- | ---------------- |
|                            | Urbano Rattazzi (1808-1873)            | Historisch links  | 18 februari 1861  | 3 maart 1862      | VIII (1861)      |
|                            | Sebastiano Tecchio (1807-1886)         | Onafhankelijk     | 22 maart 1862     | 21 mei 1863       | VIII (1861)      |
|                            | Giovanni Battista Cassinis (1806-1866) | Onafhankelijk     | 21 mei 1863       | 7 september 1865  | VIII (1861)      |
|                            | Adriano Mari (1813-1887)               | Historisch rechts | 18 november 1865  | 13 februari 1867  | IX (1865)        |
| 22 maart 1867              | Adriano Mari (1813-1887)               | Historisch rechts | 27 oktober 1867   | X (1867)          |                  |
|                            | Giovanni Lanza (1810-1882)             | Historisch rechts | 16 december 1867  | X (1867)          | 15 december 1869 |
|                            | Giuseppe Biancheri (1821-1908)         | Historisch rechts | 12 maart 1870     | X (1867)          | 2 november 1870  |
| 5 december 1870            | Giuseppe Biancheri (1821-1908)         | Historisch rechts | 20 september 1874 | XI (1870)         |                  |
| 23 november 1874           | Giuseppe Biancheri (1821-1908)         | Historisch rechts | 3 oktober 1876    | XII (1874)        |                  |
|                            | Francesco Crispi (1818-1901)           | Historisch links  | 26 november 1876  | 26 december 1877  | XIII (1876)      |
|                            | Benedetto Cairoli (1825-1889)          | Historisch links  | 7 maart 1878      | 24 maart 1878     | XIII (1876)      |
|                            | Domenico Farini (1834-1900)            | Historisch rechts | 27 maart 1878     | 19 maart 1880     | XIII (1876)      |
|                            | Michele Coppino (1822-1901)            | Historisch links  | 13 april 1880     | 2 mei 1880        | XIII (1876)      |
|                            | Domenico Farini (1834-1900)            | Historisch rechts | 26 mei 1880       | 25 september 1882 | XIV (1880)       |
| 22 november 1882           | Domenico Farini (1834-1900)            | Historisch rechts | 12 maart 1884     | XV (1882)         |                  |
|                            | Michele Coppino (1822-1901)            | Historisch links  | 19 maart 1884     | XV (1882)         | 3 april 1884     |
|                            | Giuseppe Biancheri (1821-1908)         | Historisch rechts | 7 april 1884      | XV (1882)         | 27 april 1886    |
| 10 juni 1886               | Giuseppe Biancheri (1821-1908)         | Historisch rechts | 3 augustus 1890   | XVI (1886)        |                  |
| 10 december 1890           | Giuseppe Biancheri (1821-1908)         | Historisch rechts | 27 september 1892 | XVII (1890)       |                  |
|                            | Giuseppe Zanardelli (1826-1903)        | Historisch links  | 23 november 1892  | 20 februari 1894  | XVIII (1892)     |
|                            | Giuseppe Biancheri (1821-1908)         | Historisch rechts | 22 februari 1894  | 13 januari 1895   | XVIII (1892)     |
|                            | Tommaso Villa (1832-1915)              | Historisch rechts | 10 juni 1895      | 2 maart 1897      | XIX (1895)       |
|                            | Giuseppe Zanardelli (1826-1903)        | Historisch links  | 5 april 1897      | 14 december 1897  | XX (1897)        |
|                            | Giuseppe Biancheri (1821-1908)         | Historisch rechts | 26 januari 1898   | 15 juli 1898      | XX (1897)        |
|                            | Giuseppe Zanardelli (1826-1903)        | Historisch links  | 16 november 1898  | 25 mei 1899       | XX (1897)        |
|                            | Luigi Chinaglia (1841-1906)            | Onafhankelijk     | 30 mei 1899       | 25 juni 1899      | XX (1897)        |
|                            | Giuseppe Colombo (1836-1921)           | Onafhankelijk     | 14 november 1899  | 17 mei 1900       | XX (1897)        |
|                            | Nicolò Gallo (1849-1907)               | Historisch links  | 16 juni 1900      | 24 juni 1900      | XXI (1900)       |
|                            | Tommaso Villa (1832-1915)              | Historisch rechts | 28 juni 1900      | 22 februari 1902  | XXI (1900)       |
|                            | Giuseppe Biancheri (1821-1908)         | Historisch rechts | 10 maart 1902     | 18 oktober 1904   | XXI (1900)       |
|                            | Giuseppe Marcora (1841-1927)           | PRI               | 30 november 1904  | 10 maart 1906     | XXII (1904)      |
|                            | Giuseppe Biancheri (1821-1908)         | Historisch rechts | 10 maart 1906     | 30 januari 1907   | XXII (1904)      |
|                            | Giuseppe Marcora (1841-1927)           | PRI               | 2 februari 1907   | 8 februari 1909   | XXII (1904)      |
| 24 maart 1909              | Giuseppe Marcora (1841-1927)           | PRI               | 29 september 1913 | XXIII (1909)      |                  |
| 24 november 1913           | Giuseppe Marcora (1841-1927)           | PRI               | 29 september 1919 | XXIV (1913)       |                  |
|                            | Vittorio Emanuele Orlando (1860-1952)  | Historisch links  | 1 december 1919   | 25 juni 1920      | XXV (1920)       |
|                            | Enrico De Nicola (1877-1959)           | PLI               | 26 juni 1920      | 7 april 1921      | XXV (1920)       |
| 11 juni 1921               | Enrico De Nicola (1877-1959)           | PLI               | 25 januari 1924   | XXVI (1921)       |                  |
|                            | Alfredo Rocco (1875-1935)              | PNF               | 24 mei 1924       | 5 januari 1925    | XXVII (1924)     |
|                            | Antonio Casertano (1863-1939)          | PNF               | 13 januari 1925   | 25 januari 1929   | XXVII (1924)     |
|                            | Giovanni Giurati (1876-1970)           | PNF               | 20 april 1929     | 19 januari 1934   | XXVIII (1929)    |
|                            | Costanzo Ciano (1876-1939)             | PNF               | 28 april 1934     | 2 maart 1939      | XXIX (1934)      |

## Lijst van voorzitters van de Kamer van de Fasces en de Corporaties (1939-1943)
| Naam (Geboorte-Overlijden) | Naam (Geboorte-Overlijden) | Partij | Mandaat          | Mandaat         |
| -------------------------- | -------------------------- | ------ | ---------------- | --------------- |
|                            | Costanzo Ciano (1876-1939) | PNF    | 23 maart 1939    | 26 juni 1939    |
|                            | Dino Grandi (1895-1988)    | PNF    | 30 november 1939 | 2 augustus 1943 |

## Lijst van voorzitters van de Nationale Raad (1945-1946)
Vanaf 15 juli 1944 vervulde Vittorio Emanuele Orlando de administratieve functies van de Kamervoorzitter, die hem bij Dagorde (Ordine del giorno) toevertrouwd waren door de Regering onder leiding van Ivanoe Bonomi.
| Naam (Geboorte-Overlijden) | Naam (Geboorte-Overlijden)            | Partij        | Mandaat           | Mandaat           |
| -------------------------- | ------------------------------------- | ------------- | ----------------- | ----------------- |
|                            | Vittorio Emanuele Orlando (1860-1952) | Onafhankelijk | 2 augustus 1943   | 25 september 1945 |
|                            | Carlo Sforza (1872-1952)              | PRI           | 25 september 1945 | 1 juni 1946       |

## Lijst van voorzitters van de Grondwetgevende Vergadering (1946-1948)
| Nr. | Naam (Geboorte-Overlijden) | Naam (Geboorte-Overlijden)    | Partij       | Mandaat         | Mandaat         | Legislatuur |
| --- | -------------------------- | ----------------------------- | ------------ | --------------- | --------------- | ----------- |
| I   |                            | Giuseppe Saragat (1898–1988)  | PSIUP / PSLI | 25 juni 1946    | 6 februari 1947 | AC (1946)   |
| II  |                            | Umberto Terracini (1895–1983) | PCI          | 8 februari 1947 | 31 januari 1948 | AC (1946)   |

## Lijst van voorzitters van de Kamer van Afgevaardigden van deItaliaanse Republiek(1948-heden)
| Nr. | Naam (Geboorte-Overlijden) | Naam (Geboorte-Overlijden)             | Partij         | Mandaat       | Mandaat       | Legislatuur  |
| --- | -------------------------- | -------------------------------------- | -------------- | ------------- | ------------- | ------------ |
| 1   |                            | Giovanni Gronchi (1887–1978)           | DC             | 4 mei 1948    | 24 juni 1953  | I (1948)     |
| 1   | 24 juni 1953               | Giovanni Gronchi (1887–1978)           | DC             | 29 april 1955 | II (1953)     |              |
| 2   |                            | Giovanni Leone (1908–2001)             | DC             | 10 mei 1955   | II (1953)     | 11 juni 1958 |
| 2   | 12 juni 1958               | Giovanni Leone (1908–2001)             | DC             | 15 mei 1963   | III (1958)    |              |
| 2   | 16 mei 1963                | Giovanni Leone (1908–2001)             | DC             | 21 juni 1963  | IV (1963)     |              |
| 3   |                            | Brunetto Bucciarelli-Ducci (1914–1994) | DC             | 26 juni 1963  | IV (1963)     | 14 mei 1968  |
| 4   |                            | Sandro Pertini (1896–1990)             | PSI            | 5 juni 1968   | 24 mei 1972   | V (1968)     |
| 4   | 25 mei 1972                | Sandro Pertini (1896–1990)             | PSI            | 4 juli 1976   | VI (1972)     |              |
| 5   |                            | Pietro Ingrao (1915–)                  | PCI            | 5 juli 1976   | 19 juni 1979  | VII (1976)   |
| 6   |                            | Nilde Iotti (1920–1999)                | PCI            | 20 juni 1979  | 11 juli 1983  | VIII (1979)  |
| 6   | 12 juli 1983               | Nilde Iotti (1920–1999)                | PCI            | 1 juli 1987   | IX (1983)     |              |
| 6   | 1 juli 1987                | Nilde Iotti (1920–1999)                | PCI            | 22 april 1992 | X (1987)      |              |
| 7   |                            | Oscar Luigi Scalfaro (1918–2012)       | DC             | 24 april 1992 | 25 mei 1992   | XI (1992)    |
| 8   |                            | Giorgio Napolitano (1925–)             | PDS            | 3 juni 1992   | 14 april 1994 | XI (1992)    |
| 9   |                            | Irene Pivetti (1963–)                  | LN             | 16 april 1994 | 8 mei 1996    | XII (1994)   |
| 10  |                            | Luciano Violante (1941–)               | PDS / DS       | 10 mei 1996   | 29 mei 2001   | XIII (1996)  |
| 11  |                            | Pier Ferdinando Casini (1955–)         | CCD / UDC      | 31 mei 2001   | 27 april 2006 | XIV (2001)   |
| 12  |                            | Fausto Bertinotti (1940–)              | PRC            | 29 april 2006 | 28 april 2008 | XV (2006)    |
| 13  |                            | Gianfranco Fini (1952–)                | AN / PdL / FLI | 30 april 2008 | 14 maart 2013 | XVI (2008)   |
| 14  |                            | Laura Boldrini (1961–)                 | SEL / SI       | 16 maart 2013 | 22 maart 2018 | XVII (2013)  |
| 15  |                            | Roberto Fico (1974–)                   | M5S            | 24 maart 2018 | heden         | XVIII (2018) |